# Processo Reichstein
Il processo Reichstein è il metodo industriale per la sintesi dell'acido ascorbico (vitamina C) a partire dal D-glucosio. Il processo richiede vari passaggi chimici e una fermentazione. Questo processo fu ideato nel 1933 da Tadeusz Reichstein, premio Nobel per la medicina nel 1950, quando lavorava al Politecnico federale di Zurigo.
Il processo Reichstein è costituito da una serie di semplici passaggi, ciascuno con una resa maggiore del 90%, con reazioni che non richiedono la rottura o la formazione di legami carbonio-carbonio. Il processo ha una resa totale di circa 60%, ed è così schematizzabile:
- idrogenazione del D-glucosio (1) per ottenere D-sorbitolo (2). Questa reazione è condotta ad alta temperatura e alta pressione usando nichel come catalizzatore
- ossidazione microbiologica del D-sorbitolo (2) per ottenere D-sorbosio (3)
- trattamento del D-sorbosio (3) con acetone e acido solforico per formare 2,3:4,6-diisopropilidene-α-L-sorbosio (4) dove i gruppi idrossido sono protetti
- l'intermedio 4 è ossidato con permanganato di potassio in soluzione alcalina per formare l'acido 2-cheto-L-gulonico (5). Alternativamente, (5) si può ottenere direttamente da (3) per ossidazione su platino
- infine l'intermedio (5) è convertito al prodotto finale acido L-ascorbico (6) per trattamento con metossido di sodio e successiva acidificazione.

Nonostante siano state studiate varie modifiche di questa procedura, usando metodi biotecnologici e anche batteri geneticamente modificati, il processo Reichstein è tuttora usato per la sintesi della maggior parte della vitamina C usata in commercio.